# Jenkinsburg
Jenkinsburg es un pueblo ubicado en el condado de Butts en el estado estadounidense de Georgia. En el censo de 2000, su población era de 203.

## Demografía
En el 2000 la renta per cápita promedia del hogar era de $40,417, y el ingreso promedio para una familia era de $45,625. El ingreso per cápita para la localidad era de $17,437. Los hombres tenían un ingreso per cápita de $31,786 contra $29,000 para las mujeres.

## Geografía
Jenkinsburg se encuentra ubicado en las coordenadas 33°19′30″N 84°2′6″O / 33.32500, -84.03500 (33.325081, -84.034922).
Según la Oficina del Censo, la localidad tiene un área total de 2 km² (0,8 mi²), de la cual 2 km² (0,8 mi²) es tierra y 0 km² (0 mi²) (0.00%) es agua.